# Larmmina 2
Larmmina 2 är en mina som används inom Försvarsmakten. Den används för att försvåra/hindra för fienden att smyga sig på en post, förläggningsplats eller motsvarande. När snubbeltråden utsätts för ett svagt tryck (5 N) utlöses minan, som avger ett tjut i 5 sekunder och lyser i 12 sekunder.
Larmmina 2B kan även utlösas genom elektrisk utlösning.

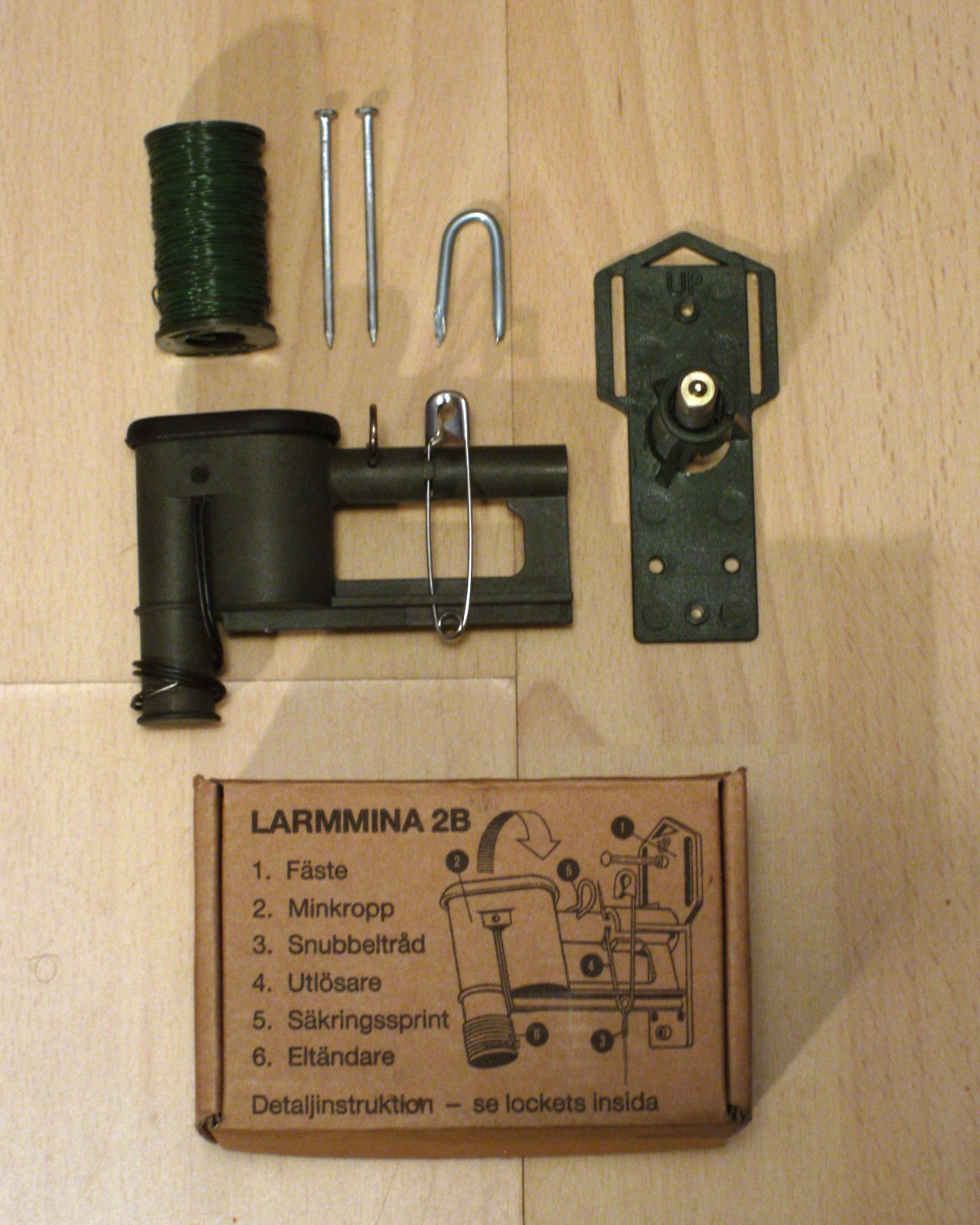
En komplett sats med kartong, minkropp, fäste med slagstift, snubbeltråd, säkerhetsnål, en märla och två spikar.